# Burtnieku ezera plavas
Burtnieku ezera plavas este o arie protejată (arie specială de conservare — SAC, sit de importanță comunitară — SCI, arie de protecție specială avifaunistică — SPA) din Letonia întinsă pe o suprafață de 431,04 ha, integral pe uscat.

## Localizare
Centrul sitului Burtnieku ezera plavas este situat la coordonatele 57°45′16″N 25°15′44″E / 57.7545°N 25.2622°E.

## Înființare
Situl Burtnieku ezera plavas a fost declarat arie de protecție specială avifaunistică în mai 2004 pentru a proteja 9 specii de animale. Alte tipuri de protecție:
- sit de importanță comunitară (în mai 2004)
- arie specială de conservare (în mai 2004)[1][3][4]

## Biodiversitate
Situată în ecoregiunea boreală, aria protejată conține 9 habitate naturale: Lacuri eutrofice naturale cu vegetație de tip Magnopotamion sau Hydrocharition, Cursuri de apă de la nivel de câmpie la nivel montan, cu vegetație Ranunculion fluitantis și Callitricho-Batrachion, Pajiști fino-scandinave uscate până la mezice, bogate în specii de altitudine mică, Liziere de ierburi înalte hidrofile de câmpie și de nivel montan până la alpin, Pajiști aluvionare boreale nordice, Fânețe de joasă altitudine (Alopecurus pratensis, Sanguisorba officinalis), Izvoare fino-scandinave și mlaștini produse de izvoare bogate în minerale, Pante stâncoase silicioase cu vegetație casmofită, Păduri pe pante, grohotișuri și ravene de Tilio-Acerion.
La baza desemnării sitului se află mai multe specii protejate:
- păsări (6): ciuf de câmp (Asio flammeus), erete de stuf (Circus aeruginosus), cristeiul de câmp (Crex crex), Gallinago media, vultur pescar (Pandion haliaetus), cresteț pestriț (Porzana porzana)
- nevertebrate (2): libelule (Leucorrhinia pectoralis), Osmoderma barnabita
- pești (1): zvârluga (Cobitis taenia)